# Friedrich Heiler
Friedrich Heiler (* 30. Januar 1892 in München; † 18. April 1967 ebenda) war ein deutscher Religionswissenschaftler. Seine Lehren trugen wesentlich zur Etablierung des Faches Religionswissenschaft bei.

## Leben
Friedrich Heilers Familie und Erziehung waren römisch-katholisch. Nach dem Abitur 1911 am Wilhelmsgymnasium München studierte er bis 1917 an der Philosophischen Fakultät der Universität München und schloss das Studium mit einer Dissertation ab; ein Jahr später habilitierte sich Heiler im Fach Allgemeine Religionsgeschichte in München. Im Jahr 1919 begegnete Heiler Nathan Söderblom, dem Hauptinitiator des späteren Weltkirchenrates, und hielt in Schweden sechs Vorträge über das Wesen des Katholizismus.
Durch Annahme des Abendmahls unter beiderlei Gestalt wurde Heiler Mitglied der Lutherischen Kirche Schwedens, ohne je seinen Austritt aus der Römisch-katholischen Kirche vor einer staatlichen Behörde zu erklären – wie es durch das Konkordat 1929 Pflicht wurde und die sofortige Exkommunikation nach sich gezogen hätte – oder seinen Eintritt in die Evangelische Landeskirche zu erklären. Er lernte die spätere Bundestagsabgeordnete Anne Marie Ostermann kennen und heiratete sie 1921; sie hatten drei Töchter. Heiler engagierte sich von nun an für die christliche Ökumene.
Von 1929 bis 1933 und 1947 bis 1962 war Friedrich Heiler Erster Vorsitzender der heutigen Hochkirchlichen Vereinigung Augsburgischen Bekenntnisses. Als Zeichen der Einheit der Kirche baten ihn die Mitglieder, die bischöfliche apostolische Sukzession für die 1929 gegründete Hochkirchliche St.-Johannes-Bruderschaft zu erwerben. Heiler suchte zwei Jahre nach einer Möglichkeit und fand sie nach langen vergeblichen Versuchen in der Gallikanischen Kirche. Heiler und die Glieder der Bruderschaft hofften so, das größte Hindernis in der Ökumene durch Hineinnahme der bischöflichen apostolischen Sukzession zu beheben. Heiler empfing am 25. August 1930 in Rüschlikon (Schweiz) die apostolische Weihe durch den Bischof Pierre Gaston Vigué, der über Joseph René Vilatte in einer syrischen-orthodoxen Linie stand. Heiler (Bischofsname: Irenaeus) selbst referierte dazu in einem Aufsatz in Im Ringen um die Kirche.
Während der Zeit des Nationalsozialismus wurde Heiler, weil er nicht bereit war, den Arierparagraphen zu unterschreiben, an die Philosophische Fakultät der Universität Marburg zwangsversetzt, von seinem Freund Rudolf Otto als Religionswissenschaftler eingesetzt und wurde dort auch Leiter der Religionskundlichen Sammlung. 1934 führte Heiler als erster Protestant ein Gespräch über den Glauben mit dem Berliner Bischof Nikolaus Bares. Heiler ist Mitbegründer der Una-Sancta-Bewegung, die bis heute existiert. Nach seiner Emeritierung war Heiler weiterhin als Professor für Religionsgeschichte an der Theologischen Fakultät tätig und wechselte dann nach München, wo er weitere Lehraufträge übernahm.
Sein ganzes Leben widmete er der Idee der „Evangelischen Katholizität“ und der Einheit der Kirche. Er war Herausgeber mehrerer Zeitschriften: Die Hochkirche, Eine Heilige Kirche, Ökumenische Einheit. Heiler gründete Bruderschaften – die Hochkirchliche St.-Johannes-Bruderschaft (1929–1933; 1947 bis heute) und die Evangelischen Franziskaner-Tertiaren (1931 bis heute) – und war der spiritus rector der Hochkirchlichen Vereinigung. Heiler war überdies Mitglied im überkonfessionellen Verein für freies Christentum.
Er starb nach einer längeren Krankheit 1967 in seiner Geburtsstadt München; sein Grab liegt auf dem Münchener Ostfriedhof. Die Grabinschrift lautet: „Ein Erforscher der Religionen und ihres Geheimnisses / Ein Lehrer und Priester der Kirche Christi / Ein Künder der Einheit der Christenheit und Menschheit / Ut omnes unum.“

## Werk und Lehre
Heiler trug wesentlich zur Etablierung des Faches Religionswissenschaft bei. Seine Dissertation von 1917 untersucht die Gebetsformen in den unterschiedlichen Religionen und erschien mit großer Resonanz in mehreren Auflagen. In Heilers Schriften sind unterschiedliche Ansätze zu erkennen, religionswissenschaftliche, ökumenisch-christliche und interreligiöse.
Als Grenzgänger zwischen Katholizismus und Protestantismus gehört er zu den wesentlichen Anregern der Hochkirchlichen Bewegung in Deutschland. Aus Texten und Riten verschiedener Traditionen stellte er eine eigene Messliturgie zusammen, die er in Marburg regelmäßig feierte. Hervorzuheben ist, dass sich Heiler wenig um eine methodologische Differenzierung von Religionswissenschaft und Theologie bemüht hat, so dass sein Werk stark von einer liberalen Theologie geprägt ist, und dass Heiler die Religionswissenschaft stark mit einer Art Religionsphilosophie vermischte. Heilers Wirken war von der Hoffnung begleitet, dass die vergleichende Religionswissenschaft zur Verständigung und Einigung der Religionen beitragen könne. Das letzte Kapitel seines 1959 erschienenen Buches Die Religionen der Menschheit in Vergangenheit und Gegenwart trägt so die Überschrift „Versuch einer Synthese der Religionen und einer neuen Menschheitsreligion“.
In seinem Hauptwerk Erscheinungsformen und Wesen der Religion spricht Heiler gleich zu Beginn von Religion als stärkstem Halt, höchster Würde, größtem Reichtum und tiefster Seligkeit des Menschen, und er trägt in diesem Werk ein umfassendes enzyklopädisches Wissen zusammen.
Heiler führt fünf Voraussetzungen für die Religionswissenschaft auf: Die induktive Kenntnis der Religionen und ihrer Erscheinungen, die Beschäftigung mit den schriftlichen Quellen der Religionen, die direkte Erfahrung der Religionen in Moscheen, Tempeln, Synagogen usw., eine universale Einstellung und eine phänomenologische Methode, unter der Heiler ein Vorstoßen von der Erscheinung zum „Wesen“ der Religion versteht. Zu den wissenschaftlichen Voraussetzungen kommen besondere religiöse Voraussetzungen, da Heiler annahm, man könne die Religion nicht bloß mit rationalen – etwa psychologischen oder philologischen – Maßstäben erfassen, sondern es bedürfe der Ehrfurcht vor Religionen, persönlicher religiöser Erfahrung und der Ernstnahme des religiösen Wahrheitsanspruches.
Dieser persönliche Ansatz Heilers wird heutzutage in der Religionswissenschaft problematisiert, da eine Vermischung von religiösem Empfinden und wissenschaftlicher Analyse vermieden werden soll. Die Schwierigkeit, dass ein Phänomen ohne Berührung mit dem wahrnehmenden Subjekt auch „objektiv“ nicht angemessen wahrgenommen werden kann, bleibt aber bestehen.
Zu seinen Schülern gehört Peter Gerlitz.

## Veröffentlichungen (Auswahl)
- Die Buddhistische Versenkung. Eine religionsgeschichtliche Untersuchung. Reinhardt, München 1918; 2. A. ebd. 1922 Digitalisat
- Das Gebet. Eine religionsgeschichtliche und religionspsychologische Untersuchung (= Diss. München 1917). Reinhardt, München 1919; unv. Nachdruck der 5. A. 1923 ebd. 1969. - Digitalisat (3. Aufl. München 1921)
- Das Wesen des Katholizismus. Sechs Vorträge, gehalten im Herbst 1919 in Schweden. Reinhardt, München 1920
  - Neubearbeitung als: Der Katholizismus. Seine Idee und seine Erscheinung. Reinhardt, München 1923; unv. Nachdruck ebd. 1970
- Katholischer und evangelischer Gottesdienst. Kaiser, München 1921; 2. A. Reinhart, München 1925
- Sadhu Sundar Singh. Ein Apostel des Ostens und Westens. Reinhart, München 1924; Turm, Bietigheim 1987 (= Nachdruck der 4. A. München 1926), ISBN 3-7999-0220-1
- Evangelische Katholizität (= Gesammelte Aufsätze und Vorträge, Band 1). Reinhardt, München 1926
- Im Ringen um die Kirche (= Gesammelte Aufsätze und Vorträge, Band 2). Reinhardt, München 1931
- Urkirche und Ostkirche (= Die Katholische Kirche des Ostens und Westens, Band 1). Reinhardt, München 1937
  - Neubearbeitung als: Die Ostkirchen. Reinhardt, München 1971
- Altkirchliche Autonomie und Päpstlicher Zentralismus (= Die Katholische Kirche des Ostens und Westens, Band 2, Teil 1). Reinhardt, München 1941
- Der Vater des katholischen Modernismus. Alfred Loisy (1857–1940). Erasmus, München 1947
- Mysterium Caritatis. Predigten für das Kirchenjahr. Reinhardt, 11. Aufl., München 1949
- Die Religionen der Menschheit in Vergangenheit und Gegenwart (als Hg., unter Mitarbeit von Kurt Goldammer, Franz Hesse, Günter Lanczkowski, Käthe Neumann und Annemarie Schimmel). Reclam (UB 8274–85), Stuttgart 1959; 2. A. 1962
  - Neuausgabe (= 3. Auflage) von Kurt Goldammer als: Die Religionen der Menschheit. Reclam, Stuttgart 1980; 7. Auflage 2003, ISBN 3-15-010460-2.
- Erscheinungsformen und Wesen der Religion. Kohlhammer, Stuttgart 1961 (Die Religionen der Menschheit, Bd. 1); 2., verbesserte Auflage ebenda 1979, ISBN 3-17-004967-4.
- Ecclesia Caritatis. Oekumenische Predigten für das Kirchenjahr. Edel, Marburg 1964.
- Vom Werden der Ökumene. 2 Vorlesungen. Evang. Missionsverlag (Beiheft zur Ökumenischen Rundschau 6), Stuttgart 1967
- Die Frau in den Religionen der Menschheit. De Gruyter (Theologische Bibliothek Töpelmann 33), Berlin 1977
- Rundbriefe der Ostasien- und Indienreise. Mit einer Prosopografie hg. von Udo Tworuschka. Lembeck, Frankfurt am Main 2004, ISBN 3-87476-416-8